# Mstislav Rostislavič
Mstislav Rostislavič, soprannominato il Coraggioso (in russo Храбрый?, Khrabrij) (in russo Мстисла́в Ростисла́вич Хра́брый?; 1148/1152 circa – giugno 1180), fu principe di Novgorod e figlio del gran principe di Kiev Rostislav I Mstislavič, venerato come santo dalla Chiesa ortodossa russa.
Dal nome di battesimo di Giorgio o Teodoro, pur essendo detto il Coraggioso, l'appellativo gli fu riservato in maniera postuma. La sua prima attestazione si rintraccia nella redazione più tarda della Prima Cronaca di Novgorod.